# Caloto
Caloto es uno de los 42 municipios del departamento de Cauca (Colombia). Está localizado en la Provincia Norte.
Este territorio ha sido escenario de conflictos ecológicos distributivos y ha sufrido graves pasivos ambientales generados por la agroindustria de la caña de azúcar.

## Historia
Caloto fue fundada en 1543 por el capitán Juan Moreno orden de Sebastián de Belalcázar. Caloto fue trasladada en 1582 por los continuos ataques de indígenas paeces y pijaos. En 1585 cambio de nombre por Nueva Segovia; el nombre completo es Nueva Segovia de San Esteban de Caloto.

## División Político-Administrativa
Además de su Cabecera municipal. Caloto tiene bajo su jurisdicción los siguientes Centros poblados:
- Alto El Palo
- Bodega Arriba
- Crucero de Gualí
- El Guásimo
- El Nilo
- El Palo
- Huasanó
- Huellas
- La Arrobleda
- López Adentro
- Morales
- Pílamo
- Quintero
- Toez

### Resguardos Indígenas
Dentro de esta división geográfica también se encuentra el resguardo indígena de López Adentro, perteneciente al Pueblo Nasa.

## Geografía

### Límites del municipio
- Norte: Municipios de Villa Rica, Padilla, Guachené y Puerto Tejada.
- Sur: Municipio de Jambaló.
- Oriente: Municipios de Corinto y Toribío.
- Occidente: Municipios de Santander de Quilichao.

## Lugareños destacados
- Davinson Sánchez, futbolista nacido en Caloto. Ha jugado en equipos como Atlético Nacional en Colombia, Ajax de Ámsterdam en Holanda, el Tottenham Hotspur de Inglaterra, y el Galatasaray  de Turquía, club en el que milita actualmente. También reconocido por sus convocatorias y participaciones en la Selección de fútbol de Colombia, equipo representativo de su país en este deporte.

## Servicios públicos
- Energía Eléctrica: Compañía Energética de Occidente, es la empresa prestadora del servicio de energía eléctrica.
- Gas Natural: Gases de Occidente, es la empresa distribuidora y comercializadora de gas natural en el municipio.